# JoAnn Sprung
JoAnn Sprung (ur.  1951) – amerykańska brydżystka, World Life Master (WBF).

## Wyniki brydżowe

### Zawody światowe
W światowych zawodach zdobyła następujące lokaty:
| Mistrzostwa Świata. Konkurencja teamów | Mistrzostwa Świata. Konkurencja teamów | Mistrzostwa Świata. Konkurencja teamów          | Mistrzostwa Świata. Konkurencja teamów | Mistrzostwa Świata. Konkurencja teamów | Mistrzostwa Świata. Konkurencja teamów |
| Rok                                    | Miejsce                                | Zawody                                          | Kategoria                              | Drużyna                                | Pozycja                                |
| -------------------------------------- | -------------------------------------- | ----------------------------------------------- | -------------------------------------- | -------------------------------------- | -------------------------------------- |
| 2012                                   | Lille                                  | 5. Otwarte Mistrzostwa Świata Teamów Mikstowych | Miksty                                 | Sprung                                 | 5                                      |
| 2010                                   | Filadelfia                             | 13. Seria Mistrzostw Świata                     | Kobiety                                | Eisenberg                              | 9                                      |
| 2010                                   | Filadelfia                             | 13. Seria Mistrzostw Świata                     | Miksty                                 | Hinze                                  | 1                                      |
| 2009                                   | São Paulo                              | 39. Mistrzostwa Świata Teamów                   | Kobiety                                | USA 2                                  | 4                                      |
| 2006                                   | Werona                                 | 12. Mistrzostwa Świata                          | Open                                   | Lewis                                  | 145                                    |
| 2005                                   | Estoril                                | 37. Mistrzostwa Świata Teamów                   | Kobiety                                | USA 2                                  | 5                                      |
| 2002                                   | Montreal                               | 11. Mistrzostwa Świata                          | Kobiety                                | Lewis                                  | 25                                     |
| 2002                                   | Montreal                               | 11. Mistrzostwa Świata                          | Open                                   | Rigal                                  | 9                                      |
| 1998                                   | Lille                                  | 10. Mistrzostwa Świata                          | Kobiety                                | Truscott                               | 3                                      |
| 1994                                   | Albuquerque                            | 9. Mistrzostwa Świata                           | Kobiety                                | Woolsey                                | 2                                      |

| Mistrzostwa Świata. Konkurencja par | Mistrzostwa Świata. Konkurencja par | Mistrzostwa Świata. Konkurencja par | Mistrzostwa Świata. Konkurencja par | Mistrzostwa Świata. Konkurencja par | Mistrzostwa Świata. Konkurencja par |
| Rok                                 | Miejsce                             | Zawody                              | Kategoria                           | Partner                             | Pozycja                             |
| ----------------------------------- | ----------------------------------- | ----------------------------------- | ----------------------------------- | ----------------------------------- | ----------------------------------- |
| 2010                                | Filadelfia                          | 13. Mistrzostwa Świata              | Miksty                              | Danny Sprung                        | 25                                  |
| 2010                                | Filadelfia                          | 13. Mistrzostwa Świata              | Kobiety                             | Connie Goldberg                     | 51                                  |
| 2006                                | Werona                              | 12. Mistrzostwa Świata              | Kobiety                             | Tobi Sokolow                        | 17                                  |
| 2006                                | Werona                              | 12. Mistrzostwa Świata              | Miksty                              | Danny Sprung                        | 39                                  |
| 2002                                | Montreal                            | 11. Mistrzostwa Świata              | Open                                | Connie Goldberg                     | 153                                 |
| 1998                                | Lille                               | 10. Mistrzostwa Świata              | Kobiety                             | Tobi Sokolow                        | 13                                  |

### Zawody europejskie
W europejskich zawodach zdobyła następujące lokaty:
| Zawody europejskie. Konkurencja teamów | Zawody europejskie. Konkurencja teamów | Zawody europejskie. Konkurencja teamów | Zawody europejskie. Konkurencja teamów | Zawody europejskie. Konkurencja teamów | Zawody europejskie. Konkurencja teamów |
| Rok                                    | Miejsce                                | Zawody                                 | Kategoria                              | Drużyna                                | Pozycja                                |
| -------------------------------------- | -------------------------------------- | -------------------------------------- | -------------------------------------- | -------------------------------------- | -------------------------------------- |
| 2005                                   | Teneryfa                               | 2. Otwarte Mistrzostwa Europy          | Kobiety                                | Cave                                   | 9                                      |
| 2003                                   | Mentona                                | 1. Otwarte Mistrzostwa Europy          | Miksty                                 | Sprung                                 | 86                                     |

## Klasyfikacja
- JoAnn Sprung – klasyfikacja WBF (ang.)